# スコラスティック・ムカソンガ
スコラスティック・ムカソンガ（Scholastique Mukasonga、1956年12月20日 - ）は、ルワンダに生まれ、フランスで活躍する小説家、社会福祉士。1994年のルワンダ虐殺でツチ族の家族・親族37人を失い、10年後に初めて帰国を果たしたとき、記憶を継承するために書くことを決意。2006年に自伝的小説『イニェンジもしくはゴキブリ』を発表。2012年に発表した『ナイルの聖母』でルノードー賞を受賞、アフガニスタンの亡命作家・映画監督アティーク・ラヒーミーにより、2019年に映画化された。執筆活動の傍ら、現在もカルヴァドス県で社会福祉士の仕事を続けている。

## 生涯

### 背景
スコラスティック・ムカソンガは1959年、ルワンダ南西部、ブルンジと国境を接するギコンゴロ州（現ギコンゴロ県）のルクララ川沿いの地域に生まれた。姉2人、兄2人、妹2人の7人兄弟姉妹であった。

### 歴史的背景
当時ベルギーの委任統治下に置かれていたルワンダでは、牧畜民族でハム系（Hamites）のツチ族がエチオピアから移住して農耕民族のフツ族を支配し、文明を伝えたとする人種理論「ハム仮説」により、ツチ族はベルギー植民地当局に優遇され、1930年代以降は身分証明書に人種が記載されるようになった（現在は人種が記載された身分証明書は廃止されている）。
1959年7月25日にルワンダ国王のムタラ・ルダヒグワ（ムタラ3世）が急死すると（キゲリ5世が即位）、ツチ主体の王党派がこれをベルギーの謀略だと考え、9月に反ベルギーを唱えるツチ中心の政党「ルワンダ国民連合」を結成。一方、フツは10月にフツ解放運動党を結成した。11月1日の万聖節の日にルワンダ国民連合の支持者がフツ解放運動党の指導者の1人であったドミニク・ンボニュムトゥワを襲撃し（万聖節の騒乱、ルワンダ革命）、大規模な武力衝突に発展した。最終的に多数派のフツが権力を握り、ベルギー当局はフツを支持し、地方行政当局の約半数をフツに交代させた。政治・社会構造が大きく変化し、カトリック教会もまたフツを支持。少数派のツチ族の多くが近隣諸国に逃れ、難民となった。1961年、王制が廃止され、フツ系のグレゴワール・カイバンダが共和国大統領に就任。1962年7月にルワンダが独立すると、以後、民族ごとに雇用や教育の機会が割り当てられるクオータ制が敷かれ、少数派のツチの社会進出が著しく制限された。
ツチ難民は独立後にたびたび武力侵攻を試みた。カイバンダ政権は難民武装勢力を「イニェンジ（ゴキブリ）」と呼んで撃退し、組織的な迫害を加えた。国外に逃亡しなかったツチ族は強制移住させられ、「国内難民」となった。

### 国内難民 - ニャマタ (ジタガタ)
ムカソンガの一家は、現在のルワンダの首都キガリから南に約40キロのところにあるニャマタに追放された（ルワンダ虐殺の当時ツチ族の避難所であったニャマタ教会は、現在ニャマタ虐殺記念館となっており、墓地には45,308人の犠牲者が眠る）。一家は1960年にニャマタのジタガタという村に定住した。大型の草食動物が群れをなして棲む熱帯草原地帯で、乾燥して暑く、雨もほとんど降らないため井戸が涸れることもしばしばで、ツェツェバエが生息し、アフリカ睡眠病が蔓延していた。
ムカソンガの父コスマ（Cosmas または Cosma）は第一次大戦中に生まれ、1920年代にキリスト教が普及して学校が建てられるようになると、当時植民地当局との交渉に使われていたスワヒリ語を学び、当局で会計補佐を務めていたが職を追われた。母ステファニア（Stefania）は牧畜を営んでいたが、移住後は裏庭で薬草などを栽培していた。
「ムカソンガ」という名前には2つの意味がある。一つはルワンダ語の「またか」という意味であり、これは父コスマが、すでに娘2人、息子2人が生まれた後に再び娘が生まれたときに叫んだ言葉であった。当時、娘の誕生はあまり喜ばれず、理想の子どもの構成は「息子5人、娘2人」であったからである。もう一つは、ルワンダ語で「…の女」を表わす「ムカ」と「頂点」を表わす「ソンガ」の組み合わせであり、「頂点を極めた女」の意味である。これは、生き延びて家族の記憶を継承して欲しいという父の願いを表わすものであった。ムカソンガの後にさらに娘が2人生まれたため、彼女は「3番目の息子」として育てられた。ニャマタに定住したのは彼女がまだ4歳のときであったが、父の仕事を手伝い、母と一緒に畑仕事をし、薪拾いをした。母の畑の一画を自分の土地として与えられ、収穫した作物を売り歩いたりもした。
一家は日々フツ族からの迫害と暴力に晒されていた。母は攻撃に備えて隠れ家を用意し、家の中にトンネルを掘った。父は娘に死を逃れる唯一の方法は勉強をしてルワンダを去ることだと教え、キガリの名門校ノートル＝ダム・ド・シトー（lycée Notre-Dame de Cîteaux）を受験させた。試験当日には、娘が逃げ出さないように、棒を持って試験室の前に立っていた。

### カトリック系名門女子寄宿学校
ノートル＝ダム・ド・シトーはシトー会が運営する寄宿制の女子校で、キガリの有力者の娘たちを「良き妻、良き母、良き市民、善きカトリック教徒」に育てるための学校であり、卒業後には政略結婚が待っていた。なお、1959年にルワンダに生まれ、ベルギーで活躍している3歳下の作家マリー・ビアトリス・ウムテシも同校の出身であり、フツ系のウムテシは、1994年にツチ系のルワンダ愛国戦線を中心とする政権が成立したときに難民となって旧ザイールに避難し、4年にわたって難民キャンプで過ごし、この経験を『逃げるか、ザイールで死ぬか（Fuir ou mourir au Zaïre）』として2000年に発表している。
当時は上述のクオータ制によって生徒数に占めるツチ族の割合が10%に制限されていた。ノートル＝ダム・ド・シトーのような学校もルワンダ階級社会の縮図であり、フツの生徒とツチの生徒の間に対立があったため、ムカソンガは他のツチの生徒と一緒に夜、宿舎の消灯後にトイレに隠れて勉強し、すでに恐怖心・警戒心からほとんど眠らないのが習性になっていた。

### ブルンジ亡命
1972年に北部のフツ系軍人・政治家からの圧力が強まり、フツ族内部の対立が生じた。隣国のブルンジでもフツ族とツチ族の対立が激化し、同年に少数派のツチによる支配に不満を抱いていたフツの反乱が起こり、軍隊によって弾圧されフツ族10万人が殺害された。カイバンダ政権はツチ族への脅威を煽ることで内部の衝突を回避しようとし、1973年2月に高等教育機関や官庁からツチ族を排除した。だが、こうした混乱のなかで1973年7月5日、同じくフツ系のジュベナール・ハビャリマナがカイバンダ政権をクーデターで倒し（ルワンダ・クーデター）、新政権を発足した。
この年、中等教育を修了したムカソンガは、すでに教員をしていた兄アンドレとともにブルンジへ行くよう父に命じられた。まるで大洪水が起こる前に、種を絶やさないようにと、男性1人、女性1人を「ノアの方舟」に乗せるようなものであったとムカソンガは述懐する。ムカソンガとアンドレは深夜、篠突く雨のなか何時間も歩き続け、ブジュンブラ（2019年1月16日にギテガへ遷都されるまでブルンジの首都）に着いた。
彼女を何としても学校へ入れようとした父には、さらに生き延びるためにフランス語を習得し、ディプローム（資格・学位）を取得するようにと繰り返し言われていた。ムカソンガはギテガの社会福祉士養成学校に入学し、1975年に国家資格を取得した。社会福祉の仕事を選んだ理由について、彼女は、「もし学校へ行かなかったら農業以外に仕事はなかった、… だから就学できずに農業をしている女性たちのために何かしたかった、… そのために女性が就ける仕事は、当時は社会福祉しかなかった、… 私が勉強をしたのは彼女たちのためだった」と説明している。

### 渡仏
資格取得後、国際連合児童基金（ユニセフ）の仕事を得て、念願どおり、農村の女性たちの支援にあたった。ギテガの農村で5年ほど仕事をしているときに、文化省からの依頼でブルンジの伝統について調査していたフランス人の男性に出会って結婚、二子をもうけた。夫の転勤でジブチ共和国に越し、1992年に夫の帰国に伴って渡仏。夫の故郷ノルマンディー地方のエルヴィル＝サン＝クレール（カルヴァドス県）に居を定めた。
ムカソンガは引き続き社会福祉士として働くことを希望したが、ブルンジで得た資格はフランスでは通用しなかったため、あらためて社会福祉士養成所（IFTS）で勉強して受験し、資格を取得した。1996年から翌97年までカーン大学の学生の支援をし、1998年から現在に至るまで、家族政策の策定に関わる全国家族協会連合を構成するカルヴァドス県家族協会連合の社会福祉士を務めている。
また、この一環として、カルヴァドス県の県庁所在地カーンから10キロほどのところにある海辺の町ウィストレアムで移民の支援をし、このために行政と衝突しながらも何度か新聞に記事を掲載するなどして地元の支持を取り付けた。ウィストレアムの移民は、ここから英仏海峡を越えてイギリスに渡ろうとする若者たちで、ムカソンガは西欧に対する憧れや西欧人の優越性の概念は批判しながらも、これは植民者によって植え付けられた考えであり、簡単に捨て去ることができるものではない、しかも移民たちには故郷に残してきた家族との絆がある、どれほど辛い生活を強いられても希望を捨てることは「許されないのだ」と、1973年にブルンジに着いたとき、故郷の家族の運命を背負っていた自分自身の姿に重ねている。

### 記憶の継承
ムカソンガが渡仏したのは、ルワンダ虐殺が起こる2年前のことであった。父からの手紙にはいつも「いつになく雨が降る」と書かれ、1992年にニャマタで始まった虐殺のことを暗に示していた。不安と絶望に苛まれて過ごした数か月の後、一通の手紙が届いた。虐殺された家族・親族37人の名前が書かれていた。生存者の罪悪感のために「卵のように脆くなった」ムカソンガは、以後10年間、ルワンダに帰ることができなかった。
2004年に初めてジタガタの村に戻った。何も残っていなかった。妊娠していた妹ジャンヌが避難所であったニャマタ教会へ向かう途中で腹を裂かれて死んだことを知った。現在ニャマタ虐殺記念館となっているニャマタ教会には、血に染まった衣類や祭壇布、血を浴びたマリア像が残されていた。納骨堂には頭蓋骨が並べられていたが、識別できない。ムカソンガは家族のために書こうと思った。家族を忘却の淵から救い出し、イニェンジ（ゴキブリ）と呼ばれた彼らに尊厳を与え、記憶を継承するために「紙の墓石」を建てなければならないと思った。
2年後の2006年に『イニェンジもしくはゴキブリ』を発表した。上述の歴史と個人史を描いた自伝的な小説で、語り手「私」の名前は「スコラスティカ・ムカソンガ」、登場人物の名前もほとんどが実名である。
さらに2年後には母の思い出を綴った『裸足の女』を発表した。作家自身の名前がそのまま語り手「私」の名前になっており、彼女自身の母の人生について語るという意図が明確に示されているが、前作のような歴史的背景にはほとんど触れず、日々の生活や農作業、伝統的な行事などが細やかに描かれている。
2010年発表の『リギフ（飢え）』は副題を「ルワンダ短編集」とし、子ども時代の「飢え」の経験をめぐる回想、牧畜から農耕に移行せざるを得なくなった生活、生き延びる術として身に付けた「恐怖心」、ノートル＝ダム・ド・シトーを卒業した女性の悲劇など、前2作に描かれたルワンダの歴史、ツチ族の生活や伝統を背景とする5篇の短編小説を収めている。

### ナイルの聖母
2012年に発表した『ナイルの聖母』は最初の長編小説で、実体験に根差しながらも、フィクションによって初めて可能となる新たな次元を切り開いた。これは、一つには、ルワンダでタブーとされ、ルワンダ語には存在しない言葉や概念（たとえば性を表わす言葉）などをフランス語では自由に表現できるためであり、これによって、ルワンダの現実に即したこれまでの作品から、「父のお蔭で学ぶことのできた」フランス語の可能性を追求する作品へと転換を図ることになった。
小説の舞台となる学校は、母校ノートル＝ダム・ド・シトーをモデルに「ノートル＝ダム・デュ・ニル（ナイルの聖母マリア）」と名付けられた。「ナイル川」の水源とされる標高2,500メートルの山岳地帯にある寄宿制の女子校である。ムカソンガの母校と同様に修道院が経営する、有力者の娘たちのための学校であり、したがって、女生徒一人ひとりが、父親がルワンダ社会において担っている役割を反映し、しかも、植民者によってもたらされたキリスト教の教義に基づく教育が行われている。時代背景もルワンダ・クーデター前夜の混乱からムカソンガ自身が祖国を後にすることになった1973年に設定され、生徒数に占めるツチ族の割合も10%で、20人のクラスにツチは2人である。ムカソンガはこの作品において、「和解のためにはまず、なぜ分裂したかを理解しなければならない」、そのためにルワンダ虐殺につながった憎しみの連鎖がどのように生じたかを説明したかったという。本書の書評でも、「恐怖・憎悪への道を余儀なくされた社会を描いている」、「最終的に1994年の虐殺につながった社会的・人種的衝突の一場面である」と評されている。
『ナイルの聖母』は2012年のルノードー賞を受賞した。ムカソンガは、ルノードー賞は彼女にとって「賞」ではなく一種の承認であって、「家族が私に期待したことが正しかったと認められた」、父が「ムカソンガ」という名前に込めた期待 ―「頂点を極めた女」という役割を果たした、と感じている。本作品はルノードー賞のほか、アマドゥ・クルマ賞、フランス語圏大使賞（コペンハーゲン）など多くの文学賞を受賞した（著書・受賞参照）。

### 以後の活動
2013年9月の16日から27日までルワンダ・フランス研究所のレジデンスとしてキガリやニャマタで多くのリセを訪問し、こうした功績により、同月、芸術文化勲章シュヴァリエ章を授与された。
2018年に発表した『こんなにも素晴らしいディプローム』は、娘がルワンダを去って生き延びるために何としてもディプローム（資格・学位）を取得させようとした父に捧げる本である。ムカソンガはブラジルを訪れ、サンパウロで開催された会議である女性に作品における女性、特に母の重要性について評価された後、父親が描かれていないことを指摘された。実際、父の命令に従ってフランス語を習得し、資格を取ったから虐殺に遭うことなく生き延びて家族の記憶を継承することができたにもかかわらず、その父を作品に描いていなかったこと、しかも彼女自身がそのことに気づいていなかったことを知らされて「打ちのめされた」という。こうして彼女は、今度は父が生きた証としての「紙の墓石」を建てようと決意した。
2019年に『ナイルの聖母』がアフガニスタンの亡命作家・映画監督のアティーク・ラヒーミーによって映画化された。本作品は2020年のベルリン国際映画祭でクリスタル・ベア賞を受賞した。
また、ムカソンガの『イニェンジもしくはゴキブリ』、『裸足の女』、『ナイルの聖母』は英訳され、それぞれ、2017年PEN センター USA（PEN Center USA）文学賞、2019年全米図書賞、2016年国際IMPACダブリン文学賞の最終候補に選ばれた（著書・受賞参照）。
ムカソンガは、影響を受けた作家について、処女作『イニェンジもしくはゴキブリ』を発表した後、ホロコーストの文学に関心を持つようになったとし、特にエリ・ヴィーゼルやプリーモ・レーヴィに深い共感を示している。

## 著書・受賞
- Inyenzi ou les Cafards (イニェンジもしくはゴキブリ), Gallimard, Collection « Continents Noirs », 2006
  - 英訳 Cockroaches、2017年 PEN センター USA文学賞候補作[35]
- La Femme aux pieds nus (裸足の女), Gallimard, Collection « Continents Noirs », 2008
  - 人権擁護活動家フランソワーズ・セリグマン（フランス語版）が創設した反人種主義セリグマン賞（Prix Seligmann contre le racisme）[36]
  - 英訳 The Barefoot Woman、2019年全米図書賞候補作[37]
- L'Iguifou. Nouvelles rwandaises (リギフ（飢え）- ルワンダ短編集), Gallimard, Collection « Continents Noirs », 2010
  - ブラバン・ワロン州オティニー＝ルーヴァン＝ラ＝ヌーヴ（フランス語版）の短編小説ルネサンス賞（Prix Renaissance de la Nouvelles）[38]
  - 探検家ポール・ブールダリー（フランス語版）に因んで、アフリカ大陸の国に関する著書に与えられるフランス海外学士院ブールダリー賞[39]
- Notre-Dame du Nil (ナイルの聖母), Gallimard, Collection « Continents Noirs », 2012
  - 日本語訳『ナイルの聖母』大西愛子訳, 講談社, 2024年
  - ルノードー賞
  - コートジボワールのルノードー賞受賞作家アマドゥ・クルマに因んで、サハラ以南のアフリカに関する作品に与えられるスイスのアマドゥ・クルマ賞（フランス語版）[40][41]
  - テレビ局フランス Ô の海洋賞（Prix Océans France Ô）[42]
  - フランス語圏大使賞（コペンハーゲン）[43]
  - 英訳 Our Lady of the Nile、2016年国際IMPACダブリン文学賞候補作[44][45]

- Ce que murmurent les collines (丘がつぶやくこと), Gallimard, Collection « Continents Noirs », 2014
  - 文学者協会（フランス語版）（SGDL）短編小説大賞（Grand Prix SGDL de la nouvelle）[46]
  - フランス・ユダヤ教財団（Fondation du judaïsme français）のベルナイム賞（および全作品に対して）[47]
- Cœur tambour (太鼓の心臓), Gallimard, Collection « Blanche », 2016
- « Un Pygmée à l'école (ピグミー、学校へ行く) » in La rencontre avec l'autre, 6 nouvelles contemporaines (他者との出会い - 現代短編小説6作), Gallimard, Collection « Folio+Collège », 2017
- Un si beau diplôme ! (こんなにも素晴らしいディプローム), Gallimard. Collection « Blanche », 2018
  - 2018年、新聞社レクスプレス（フランス語版）とテレビ局BFM TVのレクスプレス・BFMTV読者賞[48]
- Kibogo est monté au ciel (キブゴ、天に昇る), Gallimard, 2020

## 関連文献
- スコラスティック・ムカソンガ 著、大西愛子 訳『ナイルの聖母』講談社、2024年。（原書 Scholastique Mukasonga (2012), Notre-Dame du Nil, Gallimard, Collection « Continents Noirs »）